# Gościniec (Piotrkowice)
Gościniec – część wsi Piotrkowice w Polsce położona w województwie świętokrzyskim, w powiecie kazimierskim, w gminie Bejsce.

W latach 1975–1998 Gościniec należał administracyjnie do województwa kieleckiego.